# Goyencourt
Goyencourt (picardisch: Goéyincourt) ist eine nordfranzösische Gemeinde mit 97 Einwohnern (Stand 1. Januar 2022) im Département Somme in der Region Hauts-de-France. Die Gemeinde liegt im Arrondissement Montdidier, ist Teil der Communauté de communes du Grand Roye und gehört zum Kanton Roye.

## Geographie
Die Gemeinde liegt rund drei Kilometer nordwestlich von und unmittelbar anschließend an Roye an der Départementsstraße D34. Sie wird im Süden von der Départementsstraße D934 (frühere Route nationale 334) und im Osten durch die Autoroute A1 und die parallel zu dieser geführte Hochgeschwindigkeitsbahnstrecke des LGV Nord begrenzt.

## Geschichte
In Goyencourt wurden Überreste einer gallo-römischen Villa gefunden. Im Mittelalter kam der Ort unter die Herrschaft von Kloster Ourscamp. 1653 wurde er in den Auseinandersetzungen der Fronde von der spanischen Armee geplündert. Im Ersten Weltkrieg wurde er mit dem Schloss zerstört. Die Gemeinde erhielt als Auszeichnung das Croix de guerre 1914–1918.

## Einwohner
| 1962 | 1968 | 1975 | 1982 | 1990 | 1999 | 2006 | 2010 |
| ---- | ---- | ---- | ---- | ---- | ---- | ---- | ---- |
| 113  | 115  | 106  | 96   | 98   | 89   | 94   | 95   |

## Verwaltung
Bürgermeister (maire) ist seit 2001 Michel Capelle.  

## Sehenswürdigkeiten
- Kirche Saint-Martin
- Kapelle Notre-Dame-de-Liesse

## Persönlichkeiten
- Charles Pierre Joseph Normand, Architekt, 1765 hier geboren.